# Ken Mayfield
Kendall "Ken" Mayfield (nacido el 11 de mayo de 1948 en Chicago, Illinois) es un exjugador de baloncesto estadounidense que disputó una temporada en la NBA. Con 1,88 metros de estatura, jugaba en la posición de base.

## Trayectoria deportiva

### Universidad
Tras pasar un año en el Coffeyville Junior College, jugó durante tres temporadas por los Golden Tigers de la Universidad de Tuskegee, en las que promedió 27,1 puntos por partido.

### Profesional
Fue elegido en la quincuagésima posición del Draft de la NBA de 1971 por New York Knicks, pero no fue hasta 1975 cuando se incorporó al equipo, jugando 13 partidos en los que promedió 2,8 puntos.

## Estadísticas de su carrera en la NBA

### Temporada regular
| Temporada | Edad | Equipo          | Liga | P  | TIT | MIN | TC  | TCA | %TC  | 3P | 3PA | %3P | TL  | TLA | %TL   | R.OF. | R.DEF. | REB | ASIS | ROB | TAP | PER | FP  | PTS |
| 1975-76   | 27   | New York Knicks | NBA  | 13 |     | 4.9 | 1.3 | 3.5 | .370 |    |     |     | 0.2 | 0.2 | 1.000 | 0.1   | 0.5    | 0.6 | 0.3  | 0.0 | 0.0 |     | 1.4 | 2.8 |
| Total     |      |                 | NBA  | 13 |     | 4.9 | 1.3 | 3.5 | .370 |    |     |     | 0.2 | 0.2 | 1.000 | 0.1   | 0.5    | 0.6 | 0.3  | 0.0 | 0.0 |     | 1.4 | 2.8 |